# Føderationen Malaya
Føderationen Malaya var en sammenslutning af 11 områder på den sydlige del af Malaccahalvøen. Den blev etableret i 1948 efter, at de britiske planer om Den malayiske union, en multietnisk enhedsstat med lige rettigheder for alle folkegrupper, slog fejl. Føderationen omfattede de britisk kontrollerede områder, med undtagelse af Singapore, og bestod af de ni malaj stater (Negeri Sembilan, Selangor, Perlis, Terengganu, Kedah, Kedah, Pahang, Johor og Perak samt af de britiske kronkolonier Penang og Melaka. Til 1957, da landet blev selvstændig, var føderationen en britisk koloni. I 1963 blev forbundsstaten udvidet og fik navnet Malaysia. 
I 1957 havde landet et indbyggertal på 6.278.758, hvoraf 49,8 % var malaysier, 37,2% kinesere og 11,1 % indere. Hovedstaden var Kuala Lumpur.
Malayakrisen med det kinesisk dominerede kommunistpartiets guerillakrig mod myndighederne og den britiske kolonimagt præget føderationen, særlig i første del af dens eksistens. 

## Baggrund
Efter 2. verdenskrig blev den japanske okkupationsmagt i Malaysia erstattet af den britiske militæradministration (BMA), en centraliseret forvaltning af alle de britiske besiddelserne i området. Militæradministrationen varede fra september 1945 til september 1946. 
Samtidig pågik der processer for at samle Malaysia i en union. Den malayiske union skulle træde i kraft 1. april 1946. Unionen blev mødt med modstand fra de traditionelle herskere og den malaysiske del af befolkningen. Malaysiernes modstand blev ledet af førsteministeren i Johor, Onn Jaffar. Unionen tilfredsstillede heller ikke kineserne og inderne, grupper britiske myndigheder ønskede at imødekomme I disse grupper fandtes der et ønske om statsborgerskabsrettigheder, men også politiske rettigheder, demokratisk repræsentation og selvstyre for Malaya. Unionen blev i praksis opgivet i juni 1946. Formelt blev den skrinlagt i februar 1948, da Malaya-føderationen blev oprettet. Føderationsaftalen blev undertegnet 1. februar 1948 og fik umiddelbar virkning. 

## Medlemmer i føderationen
Malaya-føderationen omfattede de britisk kontrollerede områder på Malayahalvøen, med undtagelse af Singapore. Med i føderationen var malaystaterne Johor, Kedah, Kelantan, Negeri Sembilan, Pahang, Perak, Perlis, Selangor og Terengganu, samt de to tidligere britiske kolonier Malakka og Penang. Der fandtes også kræfter, som ønskede at få den malaysiskbefolkede Patani-region i det sydligste Thailand med i føderationen uden, at dette lykkes.
Føderationen var forløberen til Malaysia, som blev til i 1963, da Singapore, Sarawak og Sabah sluttede sig til forbundet.

## Befolkning
Malaya-føderationen havde i 1957 et indbyggertal på 6.278.758, hvoraf 49,8 % var malaysier, 37,2% kinesere, 11,1 % indere og 2 % andre. Befolkningen fordelte sig i 1957 således på delstaterne:
- Johor: 926.850
- Kedah: 701.964
- Kelantan: 505.522
- Malakka: 291.211
- Negeri Sembilan: 364.524
- Pahang: 313.058
- Penang: 572.100
- Perak: 1.221.446
- Perlis: 90.885
- Selangor: 1.012.929
- Terengganu: 278.269

## Oprettelse af føderationen
Føderationen blev til som følge af malaysiernes modstand mod de britiske planer om Den malayiske union.

### Politisk mobilisering
Stridighederne om unionsplanerne og Malayas fremtid frembragte flere politiske grupperinger: Den vigtigste politiske kraft blandt malaysierne var United Malays National Organisation (UMNO), hvor Onn Jaafar var den første leder. Partiet blev til i maj 1946, som et resultat af en serie nationalistkongresser. UMNO samlede malaysiske nationalister, som ønskede selvstyre samtidig med, at traditionelle malaysiske institutioner skulle bevares. UMNO's modstand mod unionsplanerne medførte britisk frygt for, at malaysierne skulle udvikle sig i anti-britisk retning. Briterne valgte derfor at gå i hemmelige forhandlinger med UMNO. Det blev aftalt at etablere en ny føderation, som respekterede de traditionelle herskeres suverænitet og delstaternes egenart samtidig, som malaysiernes privilegerede stilling blev bevaret. Reglerne for at få statsborgerskab blev strammede således, at under 10 % af kineserne automatisk ville kvalificere sig til at opfylde dem.
Malay Nationalist Party (MNP), grundlagt i oktober 1945, var et mere radikalt malaysisk nationalistparti. I lederskabet fandtes politikere som Ahmad Boestaman, Ishak Haji Muhammad og Burhanuddin Helmi. Det samarbejdede først med UMNO, men brød senere ud. Independence of Malaya Party (IMP), grundlagt i 1951 af Onn og Tan Cheng Lock på grundlag af modvilje mod UMNO's snævre appel til malaysier. Partiet ønskede at nå ud til alle etniske grupper. Blandt islamiske grupper fandtes der modvilje mod de sekulære partier. Ud fra disse kom partiet Persatuan Islam Sa-Tanah Melayu (PAS).
Efter verdenskrigen mobiliserede Det malayiske kommunistparti (MCP) støtte fra den store gruppe, som var fordrevet af krigstilstanden og som var påvirket af de vanskelige livsvilkår, især for kinesere og indere. Partiet var markant anti-kolonialistisk og greb til våben mod de britiske myndigheder og økonomiske interesser. Det kinesisk dominerede kommunistparti startede guerillakrig mod briterne, og Malayakrisen prægede føderationen fra dens første år. Der var undtagelsestilstand til 1960.

### Føderationens institutioner
Føderationens politiske institutioner bestod af en britisk højkommissær, suppleret af et udøvende råd og et lovgivende råd, samt et herskerråd.
Føderationen var baseret på, at autoriteten stammede fra herskerne i delstaterne, og guvernørembedet blev erstattet og en højkommissær kom i stedet. Den britisk udnævnte højkommissær havde vide fuldmagter som leder for den udøvende magt, støttet af et føderalt udøvende råd. Højkommissæren svarede imidlertid til regeringen i London, som både kunne instruere højkommissæren og nedlægge veto mod beslutninger. Under Malayakrisen ledede høykommissæren også militæroperationerne mod oprørerne. En stilling som vicehøjkommissær blev indført for at varetage den civile regeringsledelse.
Føderalregeringen fik ansvaret for 144 specificerede sagsområder og det meste af den offentlige politik. Centralmyndigheden fik også ansvar for opretholdelse af offentlig ro og orden. Delstaterne fik råderet over omkring ti sagsområder, for det meste land- og landbrugssager, samt skolevæsenet. De føderale myndigheder fik også de vigtigste statsindtægter, og delstaterne blev afhængige af overførsler fra centralt hold. Delstaternes budgetter blev endvidere afhængige af føderal godkendelse. Hver af delstaterne fik en britisk rådgiver, som var medlem af delstatsregeringen og havde stor indflydelse på afgørelserne. 
Det føderale udøvende råd bestod indtil 1951 af britiske tjenestemænd suppleret af udnævnte repræsentanter fra forskellige samfunds- og næringslivsinteresser. I 1948 havde rådet syv udnævnte lokale medlemmer, deraf tre malaysier, to kinesere en inder og en brite. I 1951 blev dette ændret således, at medlemmerne fik deres porteføljer tildelt af det lovgivende råd, mens de fortsat var ansvarlige over for højkommissæren. Magten var koncentreret i en uformel indre regering bestående af de fire mest fremstående britiske kolonitjenestemænd.
Det lovgivende råd bestod af medlemmer udnævnt for at repræsentere og balancere forskellige samfundsgrupper og økonomiske interesser. Den føderale forvaltning var repræsenteret, og der var sæder for delstaterne, som var repræsenterede ved sine førsteministre eller residerende kommissærer. Malaysierne skulle have 22 repræsentanter, kineserne 14, inderne 5, ceyloneserne 1 og eurasierne 1 repræsentant. Handel, minedrift, plantagedrift, landbrug, frie næringer og kultursektoren var repræsenterede i Det lovgivende råd. Det lovgivende råd havde rådgivende funktion i forhold til lovforslag fremlagt af højkommissæren.
Det fandtes også et herskerråd bestående af de traditionelle herskere i delstaterne. Herskerrådet havde formelt magt til at vurdere alle forslag til ny lovgivning inden, at disse blev behandlede af det føderale lovgivende råd. Formelt måtte herskerrådet også sanktionere love. I praksis spillede rådet imidlertid en begrænset rolle.
Da føderationen blev etableret i 1948, var forvaltningen i Malaya domineret af britiske kolonitjenestemænd. Malaysier havde 15 % af de ledende stillinger i Malayan Civil Service. Dette medførte krav om flere malaysier i offentlig tjeneste. I 1952 blev UMNO og regeringen enige om at åbne for flere lokale i forvaltningen, også ikke-malaysier, da med et forholdstal på 1:4 mellem ikke-malaysier og malaysier. Det gik alligevel langsomt med at forøge andelen lokale i forvaltningen.

## Malayakrisen
Ved 2. verdenskrigs afslutning kunne Kommunistpartiet have benyttet sig af magttomrummet, som fulgte på grund af, at det tog 25 dage fra den japanske kapitulation til briterne sendte militære styrker for at tage kontrol over Malayahalvøen. Imidlertid bestemte kommunistpartiet sig for at deltage i den politiske proces på fredelig vis. Briterne gav forsikringer om, at deres aktivitet ville blive tilladt. Våben og udstyr blev gemt i jungelen, og modstandshæren fra okkupationsårene, MPAJA, blev opløst i december 1945.
I Singapore blev kommunistpartiet taget med i guvernørens rådgivende udvalg. I Malaya engagerede det sig i Malayan Democratic Union og samarbejdet med Malayan Nationalist Party. Kommunistpartiet skaffede sig kontrol med fagforeningerne og organiserede strejker og demonstrationer. Fagforeningerne formåede at lamme vitale sektorer så som jernbanen og fik indrømmelser fra myndighederne.
For Storbritannien og USA havde Malaya strategisk vigtig beliggenhed, særlig for skibstrafikken, og landene anså det vigtigt at hindre, at kommunisme spredte sig i regionen. Den store kinesiske befolkning blev anset som en mulighed for kommunistisk infiltration fra Kina.

### Kommunistpartiet
Fagforeningerne rekrutterede særlig blandt kinesiske arbejdere og virkede for rekruttering af medlemmer til kommunistpartiet. Partiet rekrutterede også godt i de kinesiske skoler, hvor det var mange ældre elever, som indhentede skolegang forsømt på grund af krigen. Kommunistpartiet vendte sig også til indiske plantagearbejdere og bragte deres fagforeninger ind under sin kontrol. Forsøgene på at rekruttere malaysier var derimod mislykkede, både fordi få var fagligt organiserede og på grund af modvilje mod at gå med i kinesisk ledede organisationer.
I 1947 faldt gummipriserne, arbejdernes lønninger blev reducerede, og strejkeaktiviteten voksede. Myndighederne svarede igen med at begrænse fagforeningernes organisationsfrihed, og strejker blev erklæret ulovlige. Kommunistledere blev arresterede og sendt ud af landet.
Kommunistpartiet forlod sin moderate linje. Generalsekretær Lai Tek blev afsløret som dobbeltagent. Chin Peng tog i 1947 over hvervet, og den radikale fraktion i partiet blev styrket. Partiet bestemte sig for at gå under jorden og forberede væbnet oprør. Fra krigsårene havde partiet gemt udstyr og våben i jungelen. Partiet kunne støtte sig til fordrevne kinesere, som havde bosat sig i udkanten af plantager og i skovkanten. Propagandaen mod briterne voksede, og der blev gennemført væbnede angreb mod europæiske plantageledere. I juni 1948 blev kommunistpartiet forbudt af myndighederne, og der blev erklæret undtagelsestilstand.
Kommunistpartiet trak sine folk tilbage til jungelen for at etablere baser og opbygge sine styrker. Det havde da omkring 3.000 soldater støttede af yderligere 8.000 mand. Der blev lagt vægt på at opbygge en folkebevægelse, Min Yuen, til hjælp og støtte for oprøret. Denne bevægelse var særlig aktiv i kinesiske landsbyer og boområder, hvor modstandsbevægelsen MPAJA også havde hentet støtte i krigsårene.

### Undtagelsestilstand
Myndighederne viste først ringe evner til at bekæmpe oprøret. Repressive tiltag blev iværksatte. Med undtagelsestilstand fik myndighederne anledning til at arrestere og internere mistænkte oprørere uden retssag. Inden udgangen af 1948 sad 1.779 mistænkte kommunister interneret. Flere hundrede andre var deporterede.
Politiske partier kunne forbydes. Myndighederne benyttede undtagelsestilstanden til at slå ned på radikale, ikke bare kommunister, men også malaysiske nationalister. MNP's lederskab blev sat i fængsel, og partiet blev opløst. Kommunistpartiet blev forbudt i juli 1948. Den kinesiske befolkning blev identificeret med kommunisterne, og enhver kineser risikerede at blive mistænkt for at være kommunist.
Oprørerne blev bekæmpede med politiindsats og militært. Briterne benyttede infanteriafdelinger fra kolonierne og Commonwealth. Et særlig politikorps, Malaya Special Constabulary, blev oprettet for at støtte det ordinære politi.

### Oprøret slås ned
Oprøret nåede et højdepunkt i 1951, da kommunistpartiets væbnede fløj havde skønsvis 8.000 mand under våben. Inden 1957 havde det krævet livet på 2.890 politifolk, 518 af myndighedernes soldater og 3.253 civile menneskeliv.
Oprørssoldaterne opererede i jungelen og støttede sig på befolkningen i landsbyerne for hjælp. Briterne forsøgte at bryde denne støtte ved et storstilet program for at flytte den kinesiske landsbybefolkning til nye landsbyer, som myndighederne kunne beskytte og kontrollere. Programmet blev kaldt Briggs-planen og omfattede mere end 500.000 personer og 480 landsbyer. Under ledelse af C. C. Too blev der igangsat psykologisk krigsførelse med antikommunistisk propaganda.

### Ny bekæmpelsesstrategi:Hearts and minds
Efter, at briterne omlagde sin bekæmpelse af oprørerne, blev kommunisterne svækkede. I 1958 havde kommunisterne 868 aktive soldater tilbage, halvdelen af dem havde trukket sig tilbage over grænsen til Thailand.
Samtidig fik økonomien i Malaya et opsving som følge Koreakrigen og voksende efterspørgsel efter tin og gummi. Kommunistpartiets appel blev dermed svækket. Briterne slog ind på en ny linje for at bekæmpe oprøret. Målet var nu at vinde befolkningens støtte og samarbejde. Undtagelsestilstandene blev gradvist ophævede, distrikt for distrikt, efterhånden, som områderne blev ansete som fri for oprørere.
I 1952 gik MCA i alliance med UMNO, hvilket forbedrede de politiske udsigter for den kinesiske del af befolkningen.
Kommunistpartiet bestemte sig i slutningen af 1951 for at prioritere politisk kamp over militær. Det lagde mindre vægt på stort antal væbnede angreb og gennemførte hellere aktioner, som kunne udnyttes til propagandaformål, styrke moralen internt eller sikre våben. Oprørssoldaterne blev gradvist trukket tilbage fra Pahang, hvor kommunisterne stod stærkt, til grænsen mod Thailand.

### Urfolket:orang asli
Under 2. verdenskrig havde den kommunistiske modstandsbevægelse draget nytte af urfolket, på malaysisk kaldt orang asli, som boede i jungelen på Malayahalvøen. Urfolk blev benyttede som stedkendte, spejdere, bærere og var nyttige for at skaffe mad. Under oprøret gjorde kommunisterne det samme.
Briterne forsøgte at modvirke dette ved at flytte urfolk til nye landsbyer, hvor levekårene var vanskelige og mange døde. Bosættelserne i skoven blev bombede og ødelagte.
Briterne indså efterhånden, at dette virkede mod sin hensigt, og politikken blev i 1954 helt opgivet. Fra 1953 blev der i stedet etableret jungleforter som udgangspunkt for distribution af medicin og madvarer til urfolket. Briterne forsøgte på denne måde at vinde tillid og overbevise dem om at støtte myndighederne snarere end kommunisterne. Dette lykkedes, og inden 1958 støttede kun få af urfolkene fortsat kommunisterne. Der blev oprettet en egen urfolksafdeling, Senoi Praaq, for at bekæmpe oprørerne, senere indlemmede i det malaysiske politi.

## Forberedelser til selvstyre
Samtidig med bekæmpelsen af kommunistoprøret gjorde briterne forberedelser til selvstyre for Malaya. Fængslede malaysiske nationalister blev sat fri. Malaysier blev udnævnte til centrale stillinger som forberedelse til uafhængighed. I 1951 blev fem malaysier udpegede til at lede departementer. 
Britisk uddannede nationalister i UMNO blev foretrukket som samarbejdspartnere af briterne. Abdul Rahman, broder til sultanen af Kedah, overtog lederskabet i UMNO efter Onn. Abdul Razak bin Hussein blev partiets viceformand. UMNO blev omdannet til en alliance, som også omfattede kinesere og indere.
Ved siden af kontrol med kommunistoprøret satte Storbritannien som vilkår for uafhængighed, at der skulle herske harmoni mellem de etniske grupper i Malaya. De malaysiske nationalister og uafhængighedsforkæmpere i UMNO slog ind på en samarbejdslinje med repræsentanter for andre etniske grupper for at virkeliggøre dette.

### Politisk udvikling: UMNOs alliancer
I 1951 gik United Malay National Organisation (UMNO) og Malayan Chinese Association (MCA) i alliance. Under slagordet merdeka (frihed) mødte briterne for første gang en samlet malaysisk-kinesisk front. I december 1951 blev der afholdt lokalvalg i Malakka og Penang, derefter i Kuala Lumpur i februar 1952 og udvalgte andre steder samme og efterfølgende år. Selv om lokalvalgene gjaldt få vælgere, bidrog de til at styrke alliancen UMNO-MCA. 
Alliancen krævede en folkevalgt lovgivende forsamling og en regering udgået af denne. Efter forhandlinger med kolonimagten blev føderationens politiske system ændret således, at den lovgivende forsamling blev delvis folkevalgt, delvis udnævnt forsamling. Af 98 medlemmer var 52 folkevalgte og 46 udnævnte. De udnævnte medlemmer bestod af repræsentanter for delstaterne, europæiske tjenestemænd og 30 repræsentanter for forskellige næringsinteresser, fagforeninger og etniske minoriteter.
Ved det første frie valg til lovgivende forsamling i juli 1955 var alliancen vokset, og UMNO og MCA havde fået følge af Malayan Indian Congress (MIC). Alliancen vandt 79,6 % af stemmerne og 51 af de 52 pladser, som var på valg.
Tunku Abdul Rahman blev efter dette førsteminister i en regering delvis ansvarlig over for den folkevalgte forsamling, delvis over for højkommissæren og herskerne. Højkommissæren var nu i enkelte sager forpligtet til at følge regeringens råd. Regeringens medlemmer blev udpegede af højkommissæren efter råd fra førsteministeren. Den fik seks malaysier, tre kinesere og én inder som medlemmer.

## Merdeka: Uafhængighed 31. august 1957
Efter valget i 1955 havde Malaya-føderationen en regering udgået fra landets egne politiske partier. Den britiske kontrol blev yderligere reduceret ved, at ordningen med britiske residenter i delstaterne ophørte. Der blev taget yderligere skridt som forberedelse til fuld uafhængighed.

### Konference i London
Briterne havde sat kontrol med oprøret og harmoni mellem folkegrupperne som vilkår for uafhængighed. Oprøret kom under kontrol i første halvdel af 1950-erne. Alliancens valgsejr i 1955 blev holdt frem som tegn på, at vilkåret om gode forhold mellem folkegrupperne var opfyldt. En delegation blev i 1956 sendt til London for at forhandle om uafhængighed, og i januar og februar blev der afholdt en grundlovskonference i London, hvor britiske myndigheder, de traditionelle herskere og Malaya-føderationens regering var repræsenterede.
Konferencen endte med enighed om, at landet skulle blive selvstændigt ved udgangen af august 1957 og om at udnævne en kommisjon for at udarbejde udkast til ny grundlov.

### Reid-kommissionen
Grundlovskommissionen blev kendt som Reid-kommissionen og var en ekspertkommission bestående af fem medlemmer, ingen af dem fra Malaya. Ved at forberede grundloven på denne måde kunne man få fremgang i processen. 
Grundloven for det selvstændige Malaya blev udformet med udgangspunkt i måden, De fødererede malaystater var organiserede på. Kommissionen arbejdede også indenfor det sæt af principper, som de vigtigste parter i Malaya på forhånd var blevet enige om under konferencen i London. Grundlovskommissionen skulle tage hensyn til de traditionelle herskeres stilling og udarbejde en grundlov for en selvstændig forbundsstat indenfor Commonwealth, med et parlamentarisk demokrati med tokammersystem. Grundloven skulle sikre en stærk føderalregering, men med selvstyre for delstaterne. Statsoverhovedet skulle vælges blandt de traditionelle herskere. Det skulle findes et fælles statsborgerskab for alle, malaysiernes specielle stilling skulle beskyttes samtidig, som andre samfundsgruppers interesser skulle varetages.
I De fødererede malaystater var malaysier foretrukket til stillinger i politiet og i offentlig sektor. Dette var et forsøg på at styrke malaysiernes stilling i forhold til kineserne, som stod økonomisk stærkt. Politikken med at favorisere malaysier blev videreført i Føderationen Malaya og blev også lagt til grund ved udarbejdelsen af en ny selvstændighedsgrundlov.
Grundloven for den selvstændige Malaya-føderation blev et kompromis mellem folkegrupperne, hvor malaysierne fik bevaret sin privilegerede position, fik malaysisk som nationalsprog og islam som statsreligion mod, at kinesere og indere fik større adgang til det politiske system gennem statsborgerskab samtidig, som disse folkegrupper fik garantier for deres ejendomme og fik sine sprog, religioner og kulturer accepterede.
Reid-kommissionens grundlovsforslag blev fremlagt i februar 1957 og justeret efter vurdering af en arbejdsgruppe. Grundloven blev vedtaget af herskerrådet i juni og af det lovgivende råd i august 1957, britisk og malaysisk lovgivning fulgte, og uafhængighedsdatoen blev sat til den 31. august 1957.

### Nye institutioner
Ved en ceremoni på stadion i Kuala Lumpur kunne tunku Abdul Rahman ved midnat den 31. august 1957 udråbe merdeka (frihed). Han blev den første statsminister i den selvstendige Malaya-føderation. De traditionelle herskere valgte Abdul Rahman af Negeri Sembilan til landets første statsoverhoved.
Ved uafhængigheden blev Malaya-føderationen et konstitutionelt monarki efter Westminster-modellen. Statsoverhovedet, kaldet Yang di-Pertuan Agong, blev valgt af de traditionelle herskere i delstaterne, som selv var monarkier for en periode på fem år således, at stillingen gik på omgang mellem herskerne efter den senioritetsrækkefølge, som havde udviklet sig.
Parlamentet blev organiseret med et underhus på 100 folkevalgte medlemmer i Dewan Rakyat (Repræsentanternes hus) og med et overhus med to medlemmer fra hver delstat foruden 11 udnævnte medlemmer i Dewan Negara (Senatet). Føderalregeringen fik ret til at udnævne 11 overhusmedlemmer, som repræsentanter for minoriteter og urfolk.
Forholdet mellem føderalregeringen og delstaterne blev vægtet således, at føderalregeringen fik ansvaret for de vigtigste sagsområder og delstaterne ikke fik egne skatteindtægter.
Malayakrisen blev endelig erklæret ovre, da undtagelsestilstanden blev ophævet den 31. juli 1960.

## Fra uafhængighed til Malaysia
Efter, at Malaya-føderationen blev selvstændig, kom det diskussion om fremtiden for de resterende britiske kolonier i området. På Malayahalvøen var Singapore fortsat under britisk herredømme, mens der nord på Borneo fandtes tre britisk dominerede territorier. 
Singapore var fra 1946 en egen britisk koloni. I 1946 blev Sarawak, som indtil da var styret af et britisk rajadynasti, og Britisk Nordborneo, som havde været styret af North Borneo Chartered Company, også britiske kronkolonier. Sultanatet Brunei var et britisk protektorat.
I 1961 lancerede statsminister Abdul Rahman tanken om et udvidet Malaya, som samlede hele Malayahalvøen og de britisk kontrollerede områder på Borneo. Forslaget kom overraskende, eftersom befolkningen i det økonomisk stærke Singapore i hovedsagen var kinesisk og havde en stærk politisk venstrefløj. Singapore havde imidlertid en midlertidig grundlov, som udløb i 1963 således, at selvstændighed ville være en mulighed. Ledende malaysiske politikere ønskede ikke et selvstændig Singapore, som kunne komme under kontrol af kommunister.
Situationen i Singapore talte til fordel for unionsplanerne. Fra 1959 sad People's Action Party med regeringsmagten under statsminister Lee Kuan Yew. Partiet havde på programmet union med Malaya, hvor Singapore skulle være en selvstyret del. I august 1961 mødtes Abdul Rahman og Lee Kuan Yew og blev enige om en union, hvor Singapore skulle beholde frihavnsstatus, få selvstyre i uddannelses- og arbejdsmarkedsspørgsmål og beholde store dele af de lokale statsindtægter.
Befolkningssammensætningen i de britiske områder på Borneo var også anderledes end på Malayahalvøen, med forskellige urfolksgrupper, som talte mange forskellige sprog. Malayiske politikere så imidlertid på disse som tilhørende samme etniske gruppe som malaysierne og regnede med, at disse ville hjælpe til at balancere Singapores bidrag af kinesere. Planerne blev først afvist af politiske ledere på Borneo. Frygten var, at unionen ville blive domineret af Malayahalvøen og folk derfra. Abdul Rahman og Lee Kuan Yew formåede alligevel at overtale de politiske ledere i Sarawak og Britisk Nordborneo, og i januar 1962 gav regeringerne der deres støtte til planerne om at udvide forbundsstaten. Dette skete efter, at der blev taget særlige hensyn til de nye delstater. Der blev givet garantier for lokal kontrol med indvandring. Engelsk blev anerkendt som delstatssprog til brug i skolen og forvaltningen. En egen føderal forvaltning blev etableret for de nye delstater. Lokale religioner blev anerkendte. Urfolkene og andre lokale befolkningsgrupper fik specielle rettigheder. Videre blev der afsat økonomiske midler til udvikling af Sarawak og Britisk Nordborneo, som skiftede navn til Sabah ved indtrædelsen i den nye union. Efter, at disse indrømmelser var blevet givet, vandt de unionsvenlige regeringspartier i Sarawak og Britisk Nordborneo valgene i 1963.
Nabolandene var ikke positivt indstillede til en udvidelse af unionen. Filippinerne gjorde krav på Britisk Nordborneo og modsatte sig unionsplanerne. Denne holdning var baseret på, at traktaten handelskompagniet havde indgået med Sulu-sultanatet, var en lejeaftale, ikke afståelse af territorium, og at Filippinerne havde overtaget overhøjheden over Nordborneo efter sultanatet. Indonesien foretrak hellere en separat samling af de britiske områder på Borneos nordlige del således, at Britisk Nordborneo, Brunei og Sarawak ikke gik sammen med Malaya.
I januar 1963 erklærede Indonesiens præsident Sukarno konfrontasi for at bekæmpe unionsplanerne. Det kom til grænsekrænkelser, angreb på malaysiske fiskebåde, og Indonesien gennemførte angreb inde på malaysisk territorium og i Singapore. En diplomatisk kampagne for at isolere Malaya-føderationen blev også igangsat.
Sultanen af Brunei viste modvilje mod unionsplanerne, og Brunei kom ikke med i den nye union. Singapore, Sarawak og Sabah (tidligere Britisk Nordborneo) gik imidlertid med, og den 16. september 1963 blev den nye union Malaysia erklæret.